# 2 de gener
El 2 de gener és el segon dia de l'any del calendari gregorià. Queden 363 dies per a finalitzar l'any i 364 en els anys de traspàs.

## Esdeveniments
Països Catalans
- 1460 - Joanot Martorell comença la redacció de la novel·la Tirant lo Blanc.[1]
- 1809 - Castelló d'Empúries (Alt Empordà): l'exèrcit napoleònic perd quan els sometents li fan una emboscada en la batalla de Castelló d'Empúries durant la guerra del Francès.
- 1902 - Barcelona: Es publica el primer número del setmanari ¡Cu-Cut!, que passarà a la història pels fets del Cu-Cut.
- 1981 - Almussafes: Es fabrica el Ford Fiesta un milió a la Factoria d'Almussafes.

Resta del món
- 1492 - Granada, regne de Granada: l'ocupació de la ciutat per les tropes castellanes posa fi a la Guerra de Granada.
- 1817 - La Valla-en-Gier (França, prop de Lió): fundació de la congregació dels Germans Maristes de les Escoles per Marcel·lí Champagnat.
- 1873 - Còrdova: Finalitza el Congrés de la Federació Regional Espanyola de la Internacional.[2]
- 1941 - França: es produeix la primera aparició del Capità Haddock a la història El cranc de les pinces d'or de Les aventures de Tintín, d'Hergé, que es publicava serialitzada a Le Soir Jeunesse. El mateix any es va publicar en forma d'àlbum.
- 2011 - Chicago, Estats Units: es publica per darrer cop la tira de còmic Brenda Starr, Reporter, de Dale Messick.[3]
- 2016 - Iran: Durant les protestes contra l'execució de l'imam xiïta Nimr Baqir al-Nimr a l'Aràbia Saudita alguns manifestants perpetren un atac contra l'ambaixada saudita a Teheran i el consolat de Mashad.[4]

## Naixements
Països Catalans
- 1740 - Torà, Bisbat de Solsona: Joan Nuix, jesuïta.
- 1940 - Barcelona: Mercè Madolell, cantant catalana vinculada al moviment de la Nova Cançó a mitjans dels anys 60.[5]
- 1941 - Vidrà, Osona: Maria Dolors Alibés i Riera, escriptora de llibres infantils, historiadora i mestra de professió (m. 2009).[6]
- 1943 - Breda?: Maria Assumpció Codina i Gubianes, compositora, pianista i professora de música.[7]
- 1964 - Campdevànol, Ripollès: Carmen Rísquez Cuenca, arqueòloga, professora de la Universitat de Jaén i membre de l'Institut Universitari de Recerca en Arqueologia Ibèrica.
- 1968 - Badalona, Barcelonès: Anna Pruna i Grivé, esportista i dirigent esportiva catalana.[8]
- 1972 - Valls, Alt Camp: Laia Bonet, política catalana i professora de Dret a la Universitat Pompeu Fabra.[9]
- 1984 - Marratxí, Mallorca: Mavi García Cañellas, atleta i ciclista balear.
- 1991 - Badalona: Mireia Vila Cabiro, jugadora de bàsquet catalana professional.[10]

Resta del món
- 1642, Istanbul, Imperi Otomà: Mehmet IV, soldà otomà.
- 1815, Montevideo: Isidoro de María, periodista uruguaià.
- 1822, Koszalin, Regne de Prússia: Rudolf Clausius, físic prussià.
- 1837, Nijni Nóvgorod, Imperi Rus: Mili Balàkirev, músic rus.
- 1870, Wedel, Slesvig-Holstein, Alemanya: Ernst Barlach, escultor, impressor i escriptor expressionista alemany (m. 1938).
- 1871, Ciutat de Luxemburg: Nikolaus Welter, escriptor, polític i crític literari luxemburguès.
- 1873, Alençon: Teresa de Lisieux, religiosa carmelita francesa i Doctora de l'Església, que la té per santa (m. 1897).[11]
- 1886, Hamilton, Ontario, Canadà: Florence Lawrence, actriu de cinema mut, la primera gran estrella cinematogràfica.[12]
- 1905, Londres, Anglaterra: Michael Tippett, compositor anglès (m.1998).[13]
- 1916, Quesada, Jaén: Josefina Manresa, modista i curadora de l'obra del seu marit, Miguel Hernández (m. 1987).[14]
- 1917, Berlín, Alemanya: Vera Zorina, actriu i ballarina germanonoruega.
- 1920: 
  - Lublin, Polònia: Anna Langfus, escriptora, Premi Goncourt de 1962.[15]
  - Petróvitxi (Smolensk), Rússia: Isaac Asimov, escriptor i divulgador científic (m. 1992).
- 1927, Atenes, Grècia: Grigórios Varfis, polític grec, ministre al seu país així com membre de la Comissió Delors I entre 1985 i 1989.
- 1928, Tòquio (Japó): Daisaku Ikeda, poeta i escriptor japonès.
- 1931, Lwów, Ucraïna actual: Janina Altman, química i escriptora polonesa i israeliana, autora d'unes memòries de l'holocaust.[16]
- 1933 - Kumagaya: Seiichi Morimura, escriptor japonès (m. 2023).
- 1938, Mount Vernon, Nova York: Lynn Conway, informàtica i inventora estatunidenca.
- 1941, Saint Julien-sur-Calonne, Calvados, Normandia: Françoise Ozanne-Rivierre, lingüista francesa.
- 1943, Bodrum, Muğla: Janet Akyüz Mattei, astrònoma turco-americana (m. 2004).[17]
- 1961, Encino, EUA: Todd Haynes, director de cinema i guionista estatunidenc.
- 1962, Sahagún, Espanya: Carmelo Gómez, actor espanyol.
- 1942, Torrelavega, Espanya: Manuel Gutiérrez Aragón, director de cine, guionista i escriptor espanyol.
- 1968, Bronx, EUA: Cuba Gooding Jr. , actor estatunidenc.
- 1969, Walnut Creek, EUA: Christy Turlington, model estatunidenca.
- 1976: 
  - Spoltore, Itàlia: Danilo Di Luca, ciclista italià.
  - Sevilla, Andalucía, Espanya: Paz Vega, actriu espanyola.
- 1983, Los Angeles, EUA: Kate Bosworth, actriu estatunidenca.
- 1985, East Brunswick, EUA: Heather O'Reilly, futbolista estatunidenca.

## Necrològiques
Països Catalans
- 2020 - Barcelona: Joan de Muga Dòria, galerista barceloní.
- 1914 - Utiel, Plana d'Utiel: Fidel García Berlanga, advocat, polític i terratinent valencià.
- 1916 - Sabadell, Vallès: Fèlix Sardà i Salvany, eclesiàstic apologista i escriptor català.
- 1964 - Barcelona: Pius Font i Quer, botànic, farmacèutic i químic català.
- 1984 - Barcelona: Sebastià Juan Arbó, escriptor català.
- 1991 - Sant Cugat del Vallès: Maria Teresa Gibert i Perotti, periodista i política catalana (n. 1904).[18]
- 1997 - Pineda de Mar, Maresme: Joan Coromines, lingüista català.
- 2000:
  - Santpedor, Bages: Anna Maria Martínez Sagi, poeta, sindicalista, periodista, feminista i atleta republicana catalana.[19]
  - Lanzarote: Maria de la Mercè de Borbó-Dues Sicílies, comtessa de Barcelona i mare de Joan Carles I.

- 2011 - Sant Llorenç de Morunys, Solsonès: Manuel Riu i Riu, historiador català.

- 2012 - Rennes: Mathilde Bensoussan (de soltera Matilde Tubau), filòloga i traductora francesa d'origen català.[20]
- 2019 - Mollet del Vallès: Ramon Folch i Camarasa, novel·lista, dramaturg i traductor català.
- 2022 - Badalona: Joan Soler i Amigó, pedagog i escriptor català, especialitzat en la recerca de cultura popular.[21]
- 2024 - Sabadell: Carme Valero Omedes, atleta catalana (n. 1955).[22]
- 2025 - Francesc Antich Oliver, advocat i polític mallorquí (n. 1958).[23]

Resta del món
- 1169: Bertrand de Blanchefort, gran mestre de l'orde del Temple.
- 1497, Florència: Beatriu d'Este, noble italiana i duquessa consort de Milà, que fou una mecenes rellevant.[24]
- 1557, Florència, Ducat de Florència: Pontormo, pintor italià.
- 1614: Luisa Carvajal y Mendoza, poetessa.[25]
- 1726: Domenico Zipoli, compositor italià.[26]
- 1792: Pedro López de Lerena, polític espanyol.[27]
- 1819, Parma: Maria Lluïsa de Borbó-Parma, reina consort d'Espanya de 1788 a 1808.[28]
- 1861: Frederic Guillem IV de Prússia.[29]
- 1865: Leandro Gómez, militar uruguaià.
- 1868: Marcos Paz, president de l'Argentina.[30]
- 1884, Milà: Marietta Gazzaniga, soprano italiana.
- 1890: Julián Gayarre, tenor.
- 1904: James Longstreet general de la confederació americana (1861-1865).
- 1917: Edward Burnett Tylor antropòleg Britànic.
- 1939: Roman Dmowski, polític polonès.[31]
- 1948: Vicente Huidobro, poeta xilè.
- 1955: José Antonio Remón Cantera, militar i president de Panamà.[32]
- 1960, Tortona, Itàlia: Fausto Coppi, ciclista italià.
- 1963:
  - Jack Carson, actor canadenc.[33]
  - Hollywood, Califòrnia, Estats Units: Dick Powell, actor estatunidenc.
- 1965: Jenaro de Urrutia Olaran, pintor basc.[34]
- 1974: Tex Ritter, actor i músic nord-americà.[35]
- 1990: Alan Hale Jr., actor nord-americà.[36]
- 1995: 
  - Mohammed Siyad Barre, president somali.[37]
  - Bel-Air, Los Angeles, Califòrnia, Estats Units: Nancy Kelly, actriu nord-americana.[38]
- 1999:
  - Margot Cottens, actriu uruguaiana.[39]
  - París, França: Rolf Liebermann, compositor i director d'orquestra suís.
  - Berlín, Alemanya: Sebastian Haffner, escriptor i periodista alemany.
- 2000: Dublín, Irlanda: Patrick O'Brian, novel·lista britànic, autor de la sèrie Aubrey-Maturin, que va viure la major part de la seva vida a Catalunya del Nord
- 2002: Armi Aavikko, cantant finesa.[40]
- 2007: Elizabeth Fox-Genovese, historiadora nord-americana.[41]
- 2008 -
  - Julio Martínez Prádanos, periodista xilè.[42]
  - George MacDonald Fraser, novel·lista britànic.
  - Robert C. Schnitzer, actor i productor de cinema nord-americà.[43]
- 2009: Inger Christensen, escriptora danesa.
- 2011: 
  - Pete Postlethwaite, actor anglès de teatre, cinema i televisió.
  - Campbelltown, Pennsilvània, EUA: Dick Winters, militar estatunidenc, oficial de l'exèrcit dels Estats Units, i veterà de guerra condecorat. La sèrie Band of Brothers es versà sobre les seves experiències durant la 2a Guerra Mundial.
- 2015 -
  - Nova York: Anas al-Liby, ciutadà libi acusat pels Estats Units per la seva participació en els atemptats contra les ambaixades dels Estats Units del 1998.
  - Košice: Arpád Račko, escultor eslovac.[44]
  - San Mateo (Aragua), Veneçuela: Pedro Cassiram, periodista veneçolà.
  - 2023 - Park City, Utah: Ken Block, pilot d'automobilisme i un dels fundadors de DC Shoes (n. 1967).

## Festes i commemoracions
- Onomàstica: sants Abel, patriarca; Defensor de Viena, màrtir de la Legió Tebana a Viena del Delfinat; Basili el Gran i sant Gregori de Nazianz, bisbes i doctors de l'Església; Teodor de Marsella, bisbe; sant Joan Bono de Milà, bisbe de Milà; Blidulf de Bobbio, abat; Vicentià de Tula o Vicentó, eremita; Adalard de Corbie, abat; sant Macari d'Alexandria el Jove, eremita; Isidor d'Antioquia, bisbe i màrtir.